# Puente Presidente
El puente Presidente (en ruso: Президентский мост) es un puente de celosía metálico de dos niveles de Rusia que cruza el río Volga (embalse de Kuibyshev) en el óblast de Uliánovsk, que conecta la ciudad de Uliánovsk con el lado este del óblast. Es el segundo puente más largo de Rusia y uno de los puentes más largos de Europa, con una longitud de 5825 m y 12 970 m, incluida la carretera de conexión. La capacidad del puente es de más de 40 000 vehículos por día.
Tiene 25 tramos de 221 m y pesa 4000 toneladas. La altura de los soportes es de 11 m, desde la orilla izquierda, a 60 m cerca de la orilla derecha. Su anchura es de 25 m, con 21 m con aceras de 1,5 m cada una y senderos para bicicletas de 1 m, dos carriles en cada dirección con una franja divisoria central, que corresponde al ferrocarril de categoría I. El ancho del nivel inferior (la segunda etapa de construcción) es de 13 metros. Está previsto que lleve a cabo un tráfico de 2 carriles de un tren de alta velocidad.

## Historia

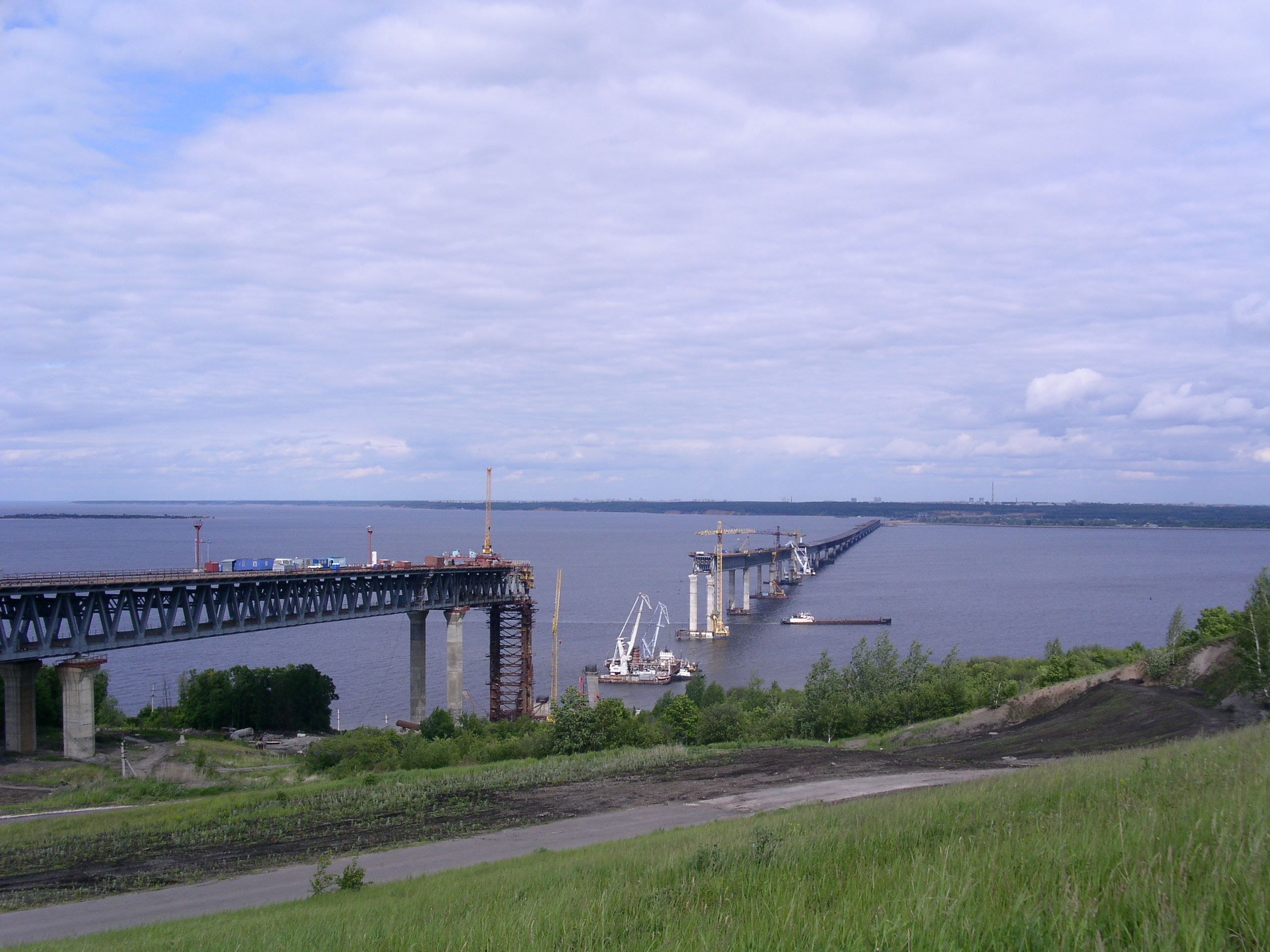
El puente en construcción (junio de 2008)

El nuevo puente se construyó cuando el envejecido puente de Uliánovsk (construido en 1913-1916) ya no podía hacer frente al creciente tráfico. Fue construido como parte de un programa federal de modernización y tenía como fin vincular la parte europea de Rusia con los Urales, Siberia y el Lejano Oriente.
El diseño del puente comenzó en 1980, y la construcción en 1986, originalmente planificada con una duración de nueve años. Las primeras pilonas se instalaron en 1988, y el primer vano en 1992. Costó un total de 38,4 mil millones de rublos (valor de 2008).
La ceremonia de apertura tuvo lugar el 24 de noviembre de 2009 y contó con la presencia del presidente ruso Dmitri Medvédev y de Ilham Aliyev, presidente de Azerbaiyán. En esa etapa, solo se abrió la primera parte del puente; el nivel inferior del puente fue programado para ser abierto en 2012. Se tardó más de 23 años en construir el puente; la finalización se retrasó significativamente debido a la falta de financiación y a las dificultades económicas tras la transición de Rusia después del colapso de la Unión Soviética.